# رود باگیراثی
بهاگیراثی (bʌgɪˈɹɑ:θɪ) یک رود آشفته هیمالایی است که در ایالت اوتارکند هند جریان دارد. بهاگیراثی همچنین یکی از دو سرآب اصلی رود گنگ، مقدس‌ترین رود هندوئیسم و رود بزرگ شمال هند است. بهاگیراثی در عقاید و فرهنگ هندوها بعنوان سرآب رود گنگ شناخته می‌شود. البته در آب‌شناسی، رود الکنندا، سرآب دیگر، بعلت طول و حجم آب بسیار فراوان‌تر، بعنوان چشمه اصلی گنگ در نظر گرفته‌شده است.